# Pedro Nolasco Vergara Albano

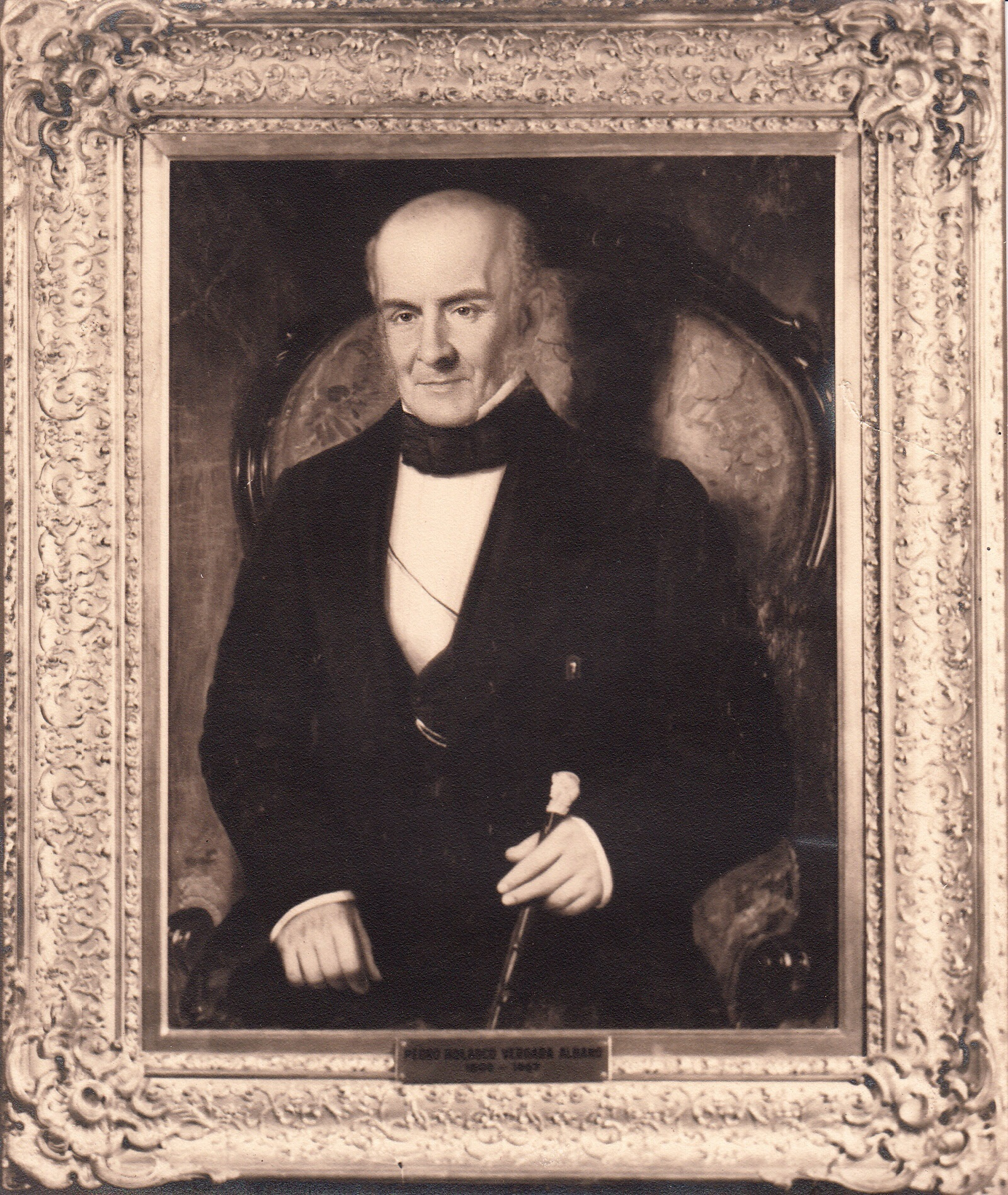
Pedro Nolasco Vergara Albano porträtiert von Raymond Quinsac Monvoisin

Pedro Nolasco Martinez de Vergara und Albano oder Pedro Nolasco Vergara Albano (* 1800 in Talca; † 23. September 1867 in Santiago de Chile) war ein Deputierter, Gouverneur und chilenischer Grundbesitzer.

## Familie

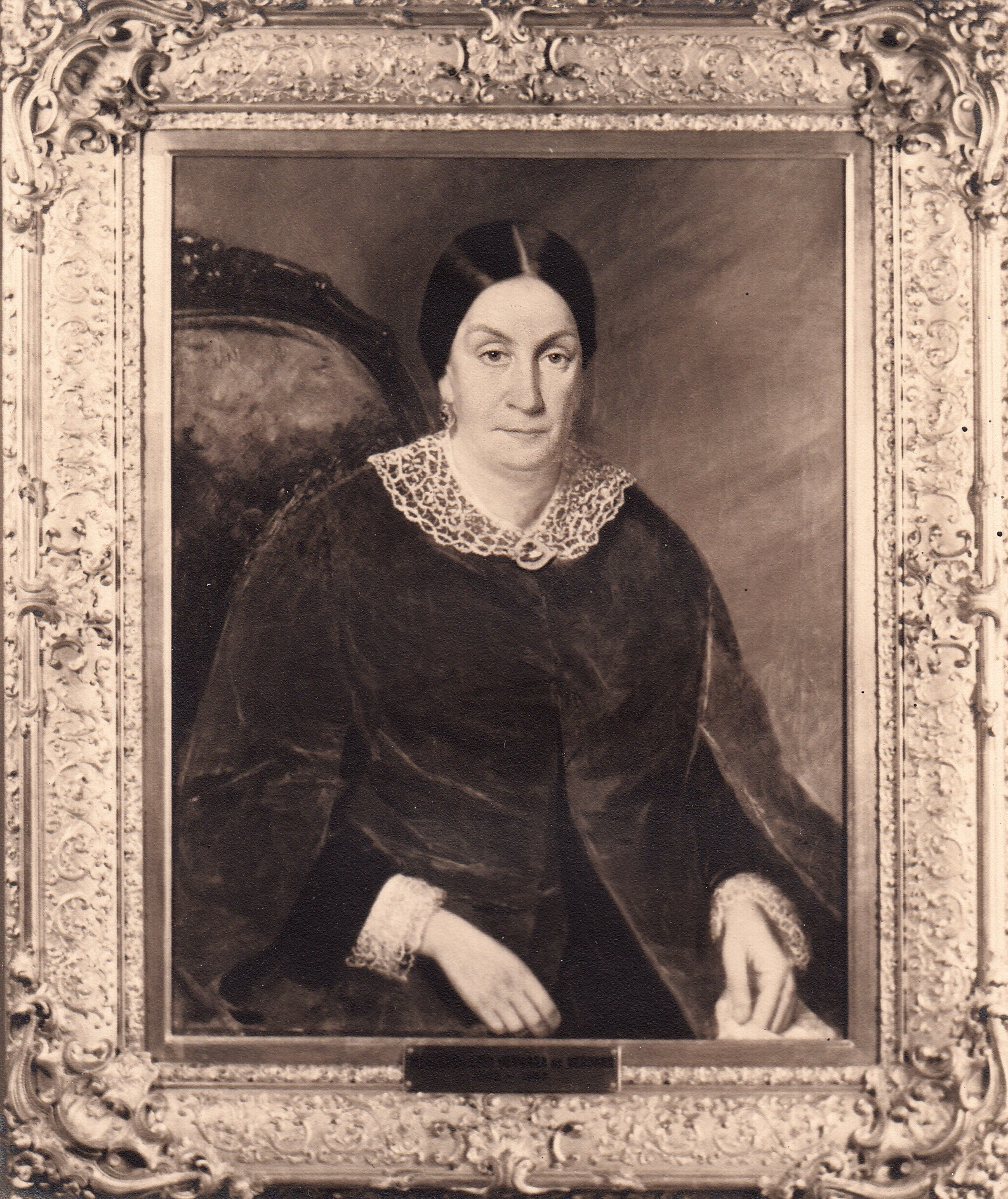
Seine Frau Mercedes Loys Vergara porträtiert von Raymond Quinsac Monvoisin

Sohn von José Francisco Martínez de Vergara und Rojas-Puebla und María del Rosario Albano und de la Cruz – Tochter von Juan Albano Pereira Márquez und Bartolina de la Cruz und Bahamonde. Beide Tutoren von Bernardo O’Higgins
Verheiratet mit seiner Cousine Mercedes Loys Vergara, mit der er elf Kinder hatte. Sie waren: Elisa, Natalia, Víctor, Maria, Agustina, Soledad, Matilde, Rafael, Pedro Nolasco, Sabina und Filomena.
Er war der Neffe von Vicente, Juan Manuel, Anselmo und Nicolás de la Cruz und Bahamonde. Sie waren auch persönliche Freunde von Bernardo O’Higgins.
Er war der Cousin von Diego Vergara Albano, Juan Albano Cruz und Casimiro Albano Cruz.
Pedro Nolasco Vergara Albano wurde während der Reconquista zusammen mit 40 anderen Patrioten auf die Juan-Fernández-Inseln gesperrt und am 26. November 1816 begnadigt.

## Studien
Er schloss sein Grundstudium in Talca ab und sekundäre in derselben Stadt unter der Leitung der Jesuiten. Seine weiterführenden Studien absolvierte er an der Universität von San Felipe, mit Abschluss im Jahre 1822.

## Öffentliches Leben
Stellvertreter

Er wurde 1823 zum Abgeordneten der Provinz Colchagua gewählt, von Talca im Jahr 1824 wiedergewählt und später 1827 bis 1830 von der Provinz Talca. Er wurde 1833 bis 1836, bis 1847 von demselben Bezirk wiedergewählt. Er erlangte große politische Relevanz und diente bis 1847 als Stellvertreter. Teilnahme an mehreren gesetzgebenden Ausschüssen, err später in sein Privatleben zurücktreten bis 1859; er zog nach Santiago de Chile, in seinem Haus in der Calle Huérfanos. Er war in diesen Momenten bis zu seinem Tod blind was es ihm unmöglich machte, eine öffentliche Tätigkeit auszuüben.
Gouverneur

Zwischen 1830 und 1833 war er Gouverneur von Talca. In vollem Schwung der Ideen portalianas der Triumph der konservativen Ideen or pelucones auf den pipiolos.
Privatleben

Vergara Albano war ein Rancher und Landbesitzer. Er besaß ausgedehnte Ländereien in der Provinz Talca, darunter:
- Fundo Los Libros mit 197 Blöcken (330,96 Hektar)
- Fundo Las Doscientas mit 870 Blöcken (1.461,60 Hektar)
- Fundo Libún mit 606 Blöcken (1018,08 Hektar)

Er besaß Land in den Anden und Viehbestände von mehr als 34.000 lebenden Tieren.
Da er seit 1859 blind war, verließ er sich auf seinen Schwiegersohn Vicente Correa Albano, der sein landwirtschaftliches Geschäft verwaltete.

## Tod
1859 zog er nach Santiago de Chile in sein Haus in der Calle Huérfano und war blind, als er am 9. Mai 1865 sein Testament ablegte. Er starb am 23. September 1867 in seinem Haus; und wurde im Mausoleum von Juan Garín Cereceda begraben (1831–1860), der mit seiner Tochter Soledad Vergara Loys verheiratet war († 17. Juli 1919). Die Berechnung seines Vermögens überstieg die 120.000 Pesos bei weitem.